# Coropuna
Coropuna (Nevado Coropuna) är det tredje högsta berget i Peru, med en höjd av 6 425 m ö.h. Det ligger ungefär 150 km nordväst om Arequipa, Perus näst största stad.
Detta bergsmassiv består av en stratovulkan täckt av is och med en meseta (högplatå) med en utsträckning av 12 x 20 km, och med sex koniska toppar. Högsta toppen ligger i nordvästra kanten av mesetan, även om den sydvästra toppen nästan når samma höjd och ibland även högre, beroende på snötäcket. Ett permanent isfält omfattande cirka 130 km² täcker det översta bergsområdet från en höjd av 5 300 m på norra sidan och 4 800 m på den södra. 
Högslätten där Coropuna ligger kallas "puna" och här ligger också vulkanen Misti (5 822 m ö.h.).
Fynd av kläder från inkatiden har påträffats på en höjd av 6 000 m, vilket bekräftar förekomsten av prekolumbianska invånare i området.

## Etymologi
Namnet Coropuna betyder «reflex i högplatån» på quechua.